# 天津圣尼古拉堂
圣尼古拉堂是俄罗斯正教会于1944年在天津建立的教堂，隶属于当时的天津教区，现已不存。

## 历史沿革
圣尼古拉堂原址位于天津市和平区建设路，是由俄侨俱乐部健身房改成。由于天津教区原主教座堂圣母帡幪堂被日军拆毁又重建，圣尼古拉堂成为了当时的主教座堂。由于信众的减少和管制的严厉，1955年圣谢拉菲姆堂并入该堂，1956年圣英诺肯提乙堂也并入该堂。1965年，该堂最终关闭。

## 天津教区司祭
俄籍：
- 巴维尔.拉祖莫夫大司祭，救世主堂（后改为圣母帡幪堂）
- 维克托修士司祭，圣母帡幪堂
- 巴特尔.罗日杰宣斯基，大司祭（金冠）
- 嘎乌利伊勒修士大司祭
- 米哈伊尔.罗果仁大司祭（金冠）
- 亚塔纳西.沙拉巴诺夫修士司祭，圣谢拉菲姆堂
- 华连廷.西奈斯基大司祭（金冠），圣尼古拉堂
- 菲利普.奥希诺夫大司祭，圣尼古拉堂

华籍：
- 常福大司祭 ，圣英诺肯提乙堂
- 芮宪章司祭 ，圣英诺肯提乙堂
- 碑阔夫司祭 ，圣英诺肯提乙堂
- 杜润臣大司祭 ，圣英诺肯提乙堂
- 杜立昆大司祭（金冠），圣英诺肯提乙堂